# 强霸鹟
，是雀形目霸鹟科的一种鸟类，属于单型的强霸鹟属（学名：Legatus）。
强霸鹟体重约22.2克，翼长约78.5毫米，喙宽度约6.3毫米，喙厚度约4.6毫米，嘴峰长约13毫米，跗蹠长约15.1毫米，尾长约55.2毫米。
强霸鹟是留鸟，栖息在森林，它们是植食性动物，主要以植物的果实为食。

## 亚种
- Legatus leucophaius variegatus，分布在墨西哥东南部至洪都拉斯。
- Legatus leucophaius leucophaius，分布在尼加拉瓜至阿根廷北部和巴西南部及特立尼达和多巴哥。[4]